# Verteidigungsbezirkskommando 74
Das Verteidigungsbezirkskommando 74 war ein Verteidigungsbezirkskommando der Bundeswehr mit Sitz des Stabs in Leipzig. Hauptaufgabe des Kommandos war die Territoriale Verteidigung in seinem Verteidigungsbezirk.

## Geschichte

### Aufstellung
Nach der Wiedervereinigung wurden im ehemaligen Militärbezirk III der Landstreitkräfte der Nationalen Volksarmee zügig die aus Westdeutschland bekannten territorialen Strukturen geschaffen (vgl. die Gliederung des Territorialheeres um 1989). Das Verteidigungsbezirkskommando 74 wurde zur Einnahme der Heeresstruktur V Anfang der 1990er-Jahren als Teil des Territorialheeres ausgeplant und dem Befehlshaber im Wehrbereich VII unterstellt. Angelehnt an die zivile Verwaltungsgliederung in Westdeutschland sollte der Verteidigungsbezirk in etwa einem (zukünftigen) Regierungsbezirk entsprechen. Bei der Aufstellung orientierte man sich aber beim Zuschnitt des neuen Verteidigungsbezirks zunächst noch ungefähr an dem aus der Deutschen Demokratischen Republik bekannten Bezirk Leipzig. Entsprechend war auch der Standort des Stabs Leipzig. Als im Land Sachsen Regierungsbezirke eingerichtet wurden, entsprach der Verteidigungsbezirk in etwa dem Regierungsbezirk Leipzig.

### Wechsel in die Streitkräftebasis
2001 wurde das Territorialheer aufgelöst. Die Wehrbereichskommandos und Verteidigungsbezirkskommandos wurden der neu aufgestellten Streitkräftebasis unterstellt. Die Wehrbereiche und Verteidigungsbezirke wurden grundlegend neu geordnet und ihre Anzahl reduziert. Das Verteidigungsbezirkskommando 74 entfiel bereits zum 30. September 1999. Der West- bzw. Ostteil des Verteidigungsbezirks 74 wurde dem Verteidigungsbezirk 75 bzw. dem Verteidigungsbezirk 76 eingegliedert.

## Verbandsabzeichen

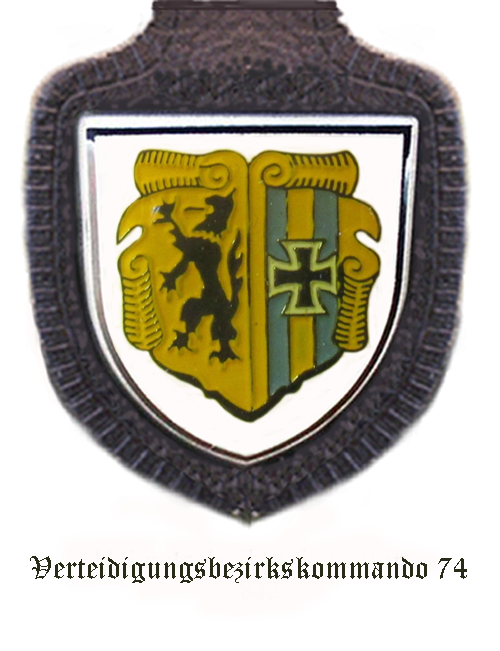
Internes Verbandsabzeichen des Stabes/Stabskompanie

Das Verteidigungsbezirkskommando führte aufgrund seiner Ausplanung als überwiegend nicht aktiver Truppenteil kein eigenes Verbandsabzeichen. Die wenigen aktiven Soldaten trugen daher das Verbandsabzeichen des übergeordneten Wehrbereichskommandos.
Als „Abzeichen“ wurde daher unpräzise manchmal das interne Verbandsabzeichen des Stabes und der Stabskompanie „pars pro toto“ für das gesamte Verteidigungsbezirkskommando genutzt. Das interne Verbandsabzeichen ähnelte als Hinweis auf den Stationierungsraum dem Leipziger Stadtwappen. Das interne Verbandsabzeichen zeigte auf einem silbernen spanischen Schild ein durch Auszackung und Rollung der Ränder wie ein Barockschild wirkenden gespaltenen Schild: Darin heraldisch rechts in Gold ein nach rechts aufsteigender rot gezungter und rot bewehrter schwarzer Meißner Löwe; inks in Gold zwei blaue Landsberger Pfähle. Den Pfählen war mittig ein Eisernes Kreuz aufgelegt. Das Eiserne Kreuz ist das Hoheitszeichen der Bundeswehr.